# Pata (musicista)
Pata, pseudonimo di Tomoaki Ishizuka (石塚 智昭?, Ishizuka Tomoaki) (Prefettura di Chiba, 4 novembre 1965), è un musicista e compositore giapponese.
È stato chitarrista degli X Japan dal 1987 fino al loro scioglimento avvenuto nel 1997, con il ruolo di chitarra ritmica e solista.
La sua collaborazione con gli X Japan comincia nel febbraio 1987, quando viene contattato dalla band (rimasta momentaneamente senza chitarrista), per la registrazione di due brani che verranno successivamente pubblicati nella raccolta di artisti vari Skull Thrash Zone Vol.1. Il suo ingresso come membro ufficiale avverrà nel mese di aprile dello stesso anno.
Pata può vantare diversi progetti solisti e collaborazioni: ha pubblicato due album da solista, Pata's 1st Solo Album (1993) e Raised On Rock (1995); ha accompagnato Hide] e gli Spread Beaver durante i loro tour dal 1994 al 1998; ha fondato nel 1998 i P.A.F., con i quali ha pubblicato due album studio e un album live, e nel 2001 una nuova band, i Dope Headz, assieme al bassista Heath (anch'egli precedentemente negli X Japan) e I.N.A., percussionista degli Spread Beaver . Anche questo gruppo ha cessato l'attività dopo due album. Dal 2003 Pata fa parte dei Ra:IN ("rock and inspiration"; pronuncia /ˈɹɑ ɪn/).
Ha partecipato al Simple Life Music Festival di Taiwan, tenutosi il 2 dicembre 2006, in una performance acustica assieme alla pop star taiwanese Faith Yang.